# Camara Jones
Camara Jones (Estados Unidos, 15 de mayo de 1972) es una atleta estadounidense, especializada en la prueba de 4x400 m en la que llegó a ser campeona mundial en 1995.

## Carrera deportiva
En el Mundial de Gotemburgo 1995 ganó la medalla de oro en los relevos 4x400 metros, con un tiempo de 3:22.29 segundos, por delante de Rusia y Australia, siendo sus compañeras de equipo: Rochelle Stevens, Kim Graham y Jearl Miles.